# Чур (Якшур-Бодьїнський район)
Чур (рос. Чур) — село (в минулому смт) в Якшур-Бодьїнському районі Удмуртії, Росія.
Населення — 2091 особа (2010; 2210 в 2002).
Національний склад (2002):
- росіяни — 66 %

## Історія
1924 року в селищі була відкрита початкова школа, яка 1941 року перетворена у семирічну. 1933 року в селі відкрито дитячий садок, 1956 року було відкрито дільничну лікарню на 15 ліжок. З 19 березня 1943 по 1991 роки село мало статус смт. Тоді до нього були приєднані сусідні присілки Заводський та Березка. 1982 року відкрито Чурівський завод силікатних стінових матеріалів на базі місцевої сировини. 1998 року при школі відкрито музей.

## Урбаноніми[4]
- вулиці — Байдукова, Березова, Громова, Зої Космодемьянської, Кірова, Комунарів, Леніна, Лермонтова, Лісова, Ломоносова, Лучна, Максима Горького, Миру, Пастухова, Польова, Радянська, Силікатна, Ударна, Чапаєва
- провулки — Шкільний
- проїзди — Заводський